# سوق الليل التاريخي (ينبع)
سوق الليل يقع في مدينة ينبع السعودية على ساحل البحر الأحمر و يمتد تاريخه لأكثر من 500 سنة . 

## التسمية
تمت تسميته بسوق الليل لكونه يوفر مستلزمات الصيادين الذين كانوا يقصدونه ليلًا قبل انطلاقهم في رحلاتهم بالبحر ليصبح اسمه فيما بعد بـ سوق الليل .  أيضا لكونه السوق الوحيد في ينبع الذي يعمل ليلًا بينما كانت بقية الأسواق الأخرى تغلق أبوابها مع غروب الشمس. 

## عن السوق
يعد سوق الليل في ينبع ذا قيمة تاريخية و تراثية كبيرة حيث يعد أحد أقدم الأسواق على ساحل البحر الأحمر منذ أن كان وجهة رئيسية للبحارة والتجار القادمين من أفريقيا إلى ميناء ينبع القديم ليشهد تبادل السلع وعقد الصفقات التجارية و توفير مستلزمات الصيادين .
يعد السوق واجهة حضارية و جزء من الهوية الثقافية لينبع لتميزه بمنتجات قد لا تتوفر في أسواق أخرى سواء داخل ينبع أو بالمناطق المحيطة بها مثل السمك الجاف والبن والهيل والحناء والملوخية والتمر والرطب وخاصة الموطية وهي نوع من التمور المحشوة التي تشتهر بها ينبع . .

## ترميم السوق
شهد سوق الليل في السنوات ا لأخيرة العديد من المشاريع التأهيلية التي أعادت إليه رونقه و الحركة فيه بعد توقف استمر قرابة نصف قرن , حيث عادت الحركة التجارية في دكاكينه العريقة بعد ترميمة واستعادة هويتة التراثية الأصلية وانعاش السياحة والإقتصاد بالمنطقة . وراعت أعمال الترميم الحفاظ على هوية السوق القديمة من الداخل والخارج مثل المشربية والرواشين والأبواب والشبابيك والمصطبة أمام المحل المخصصة لجلوس الزبائن، إذ يتميز السوق بخصائص الفن المعماري المحلي ذات الطراز العربي الحجازي. وتم ترميم أكثر من العديد من الدكاكين وربطها بالتيار الكهربائي فيها.

## فعاليات
أدرجت الهيئة السعودية للسياحة سوق الليل التاريخي في ينبع ضمن أكثر من 17 وجهة في موسم شتاء السعودية لعام 2021 م / 1442هـ .